# Hanna Emmrich
Hanna Emmrich (* 18. Dezember 1903 in Tarnowitz; † 1983 in Jerusalem) war eine deutsche Philologin und Bibliothekarin.

## Leben
Emmrich war die Tochter des Rabbiners Dr. Levi Emmrich und seiner Frau Charlotte, geb. Guttmann. Sie besuchte das Schwarzenbergsche und später das städtische Lyzeum in Beuthen, anschließend ging sie auf die städtische Viktoriaschule (eine Studienanstalt mit realgymnasialer Richtung) in Breslau. Nach dem Abitur 1923 besuchte sie die Seminarklasse der städtischen Cecilienschule in Breslau, wo sie die Lehrbefähigung für Volksschulen, Mittelschulen und Lyzeen erlangte. Anschließend studierte sie romanische, englische und semitische Philologie, Kunstgeschichte und jüdische Theologie in Neuchâtel und Breslau, wo sie 1930 promoviert wurde. Im selben Jahr begann sie ihre Tätigkeit an der Staats- und Universitätsbibliothek Breslau. 1931 wechselte sie an die Bibliothek des Jüdisch-Theologischen Seminars der Universität Breslau. 1932 war sie kurze Zeit an der Staatsbibliothek zu Berlin tätig, bevor sie wieder an die Staats- und Universitätsbibliothek Breslau zurückging. Dort wurde sie vermutlich in Folge des „Gesetzes zur Wiederherstellung des Berufsbeamtentums“ entlassen. Vermutlich 1935 emigrierte sie nach Palästina. Nach ihrer Heirat änderte sie ihren Namen in Hanna(h) Oppenheimer. Von 1935 bis 1968 war sie an der Jüdischen Nationalbibliothek bzw. National- und Universitätsbibliothek in Jerusalem tätig. Ab 1956 baute sie dort auch die Bibliotheksschule auf.
Ein Exemplar von Hanna Emmrichs 1930 erschienenen Dissertation mit einer persönlichen Widmung an ihren Lehrer Carl Brockelmann befindet sich im Bestand der Staatsbibliothek zu Berlin.

## Schriften
- Zur Behandlung des Judentums bei Voltaire, Breslau: Priebatsch’s Buchhandlung 1930 (Breslau, Univ., Diss., 1930, Teildruck).
- Das Judentum bei Voltaire, Breslau: Priebatsch 1930 (Sprache und Kultur der germanischen und romanischen Völker. C, Romanistische Reihe; 5) (Teilw. zugl.: Breslau, Univ., Diss., 1930).
- Aron Freimann-Bibliographie. In: Alexander Marx / Hermann Meyer: Festschrift für Aron Freimann zum 60. Geburtstage, Berlin: Soncino-Gesellschaft 1935.
- Isaak Heinemanns Schriften. In: Monatsschrift für Geschichte und Wissenschaft des Judentums, Bd. 80 (N.F. 44) (1936), Heft 3 (Mai/Juni), S. 294–297 (online).